# Erixx
erixx GmbH is als onderdeel van de Netinera-groep  met het hoofdkantoor in Soltau. De maatschappij exploiteert verscheidene spoorlijnen in de Lüneburger Heide, de regio Braunschweig en in de Harz.

## Geschiedenis
Van december 2011 tot december 2019 exploiteert de maatschappij de zogenaamde Heidekreuz, bestaande uit beide in Soltau kruisende spoorlijnen Walsrode - Buchholz (Heidebahn) en Uelzen - Langwedel (Amerikalinie).
Nadat de Osthannoversche Eisenbahnen in 2011 de concessie van de Heidekreuz gewonnen had, werd op 18 april 2011 als exploitant van deze lijnen een nieuwe dochtermaatschappij onder de naam Heidekreuzbahn GmbH opgericht (hoofdkantoor in Celle). In een wedstrijd werd gezocht naar een naam voor de nieuwe maatschappij. De winnende naam is erixx - Der Heidesprinter en naam van de maatschappij werd veranderd in erixx GmbH. De nieuwe naam komt van de geslachtsnaam Erica, een geslacht van heideplanten; de xx symboliseren de kruising van spoorlijnen.
Het hoofdkantoor werd eind 2011 naar Soltau verhuisd. De huidige directeur is vanaf 1 juni 2013 Wolfgang Kloppenburg. Johann Ubben zorgde als verantwoordelijke projectleider de voorbereidingen voor de exploitatie vanaf december 2011, tot 2013 was Wolfgang Birlin directeur. De moedermaatschappij NETINERA Deutschland is onderdeel van bedrijvengroep onder leiding van de Italiaanse staatsspoorwegen Ferrovie dello Stato, de derde grootste vervoersmaatschappij van Europa met een omzet van € 8,3 miljard (2011) en 74.000 medewerkers (2011) wereldwijd. 
Voor de beide spoorlijnen werd door de LNVG (organisatie van de deelstaat Nedersaksen) in totaal 27 treinstellen van het type LINT 41 aangeschaft, die op 11 december 2011 met de code erx in gebruik genomen werden. Met treinstellen van het type LINT 54 exploiteert erixx van 2014 tot 2029 ook het reizigersvervoer op de spoorlijnen Hannover - Hildesheim - Bad Harzburg, Braunschweig - Uelzen, Braunschweig - Goslar/Bad Harzburg en Lüneburg - Dannenberg.

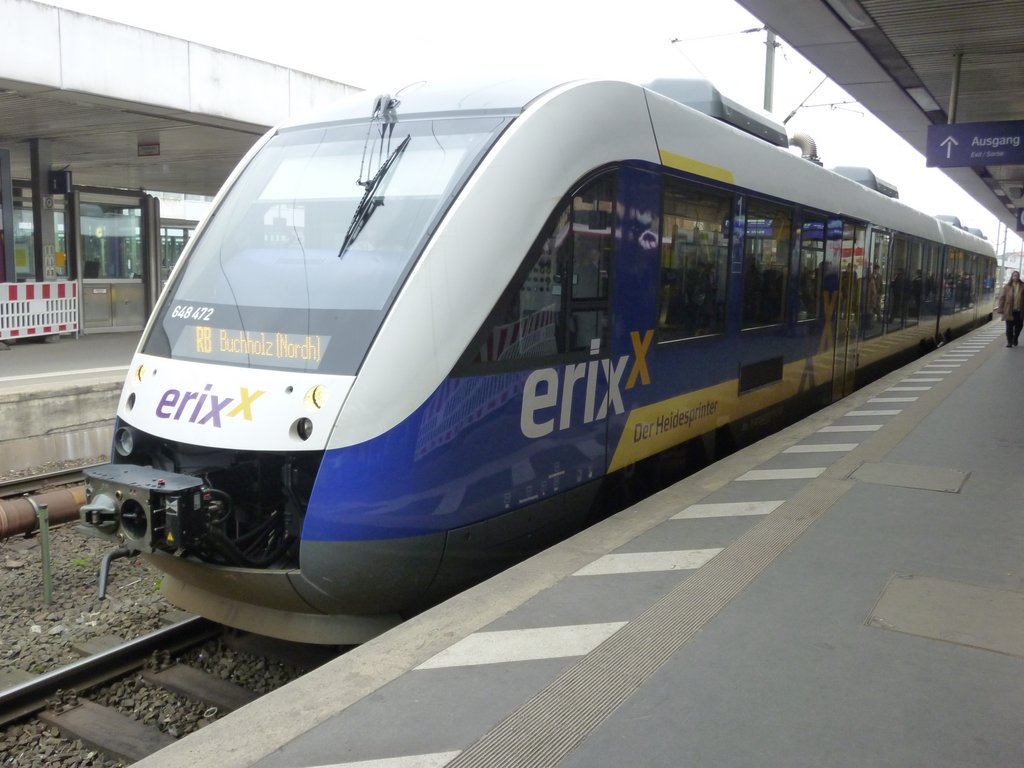
Treinstel erixx 648 472 (LINT 41) naar Buchholz (Nordheide) in Hannover Hbf (2012)
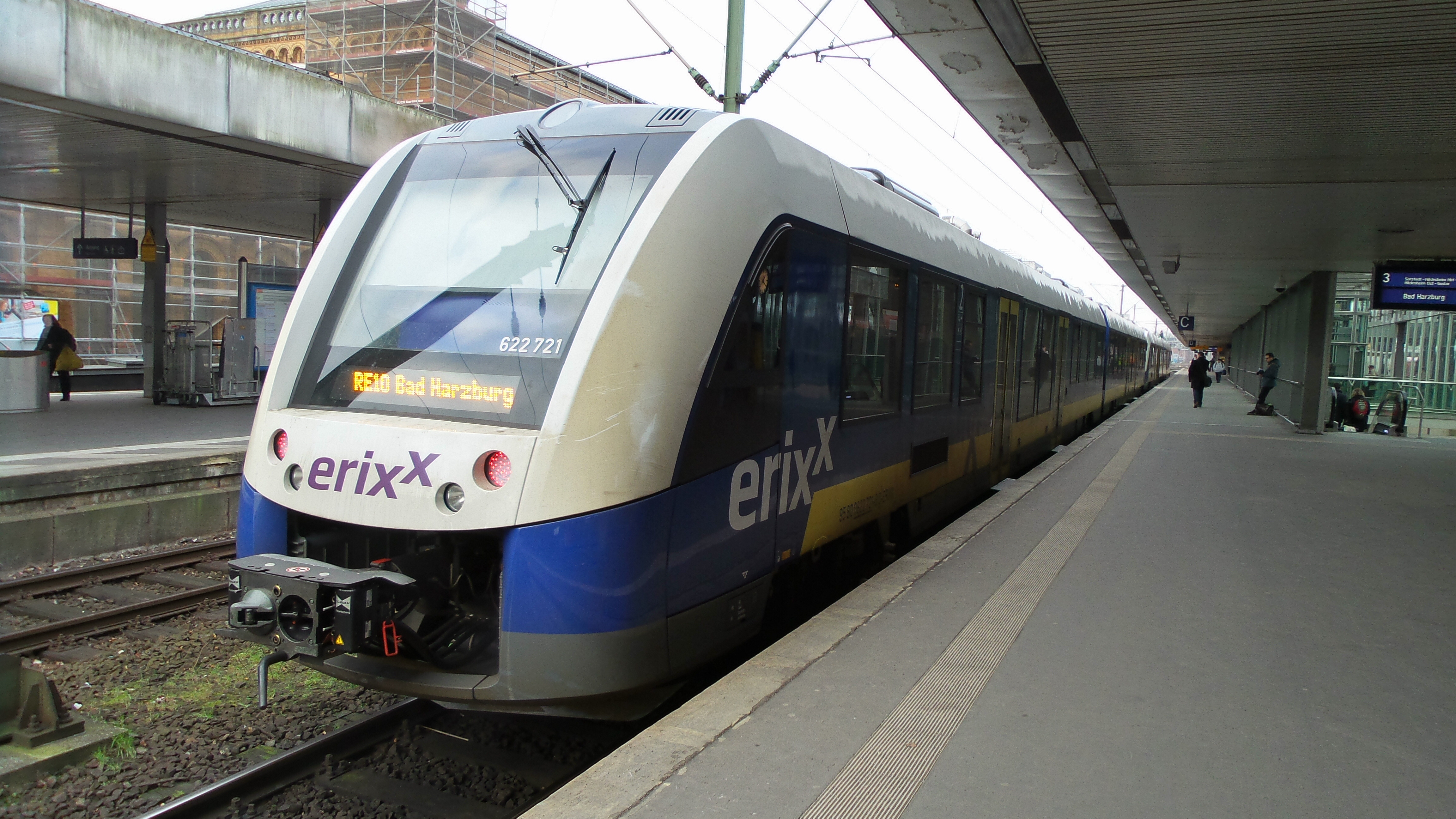
Treinstel erixx 622 721 (LINT 54) naar Bad Harzburg in Hannover Hbf (2015)

## Treindiensten

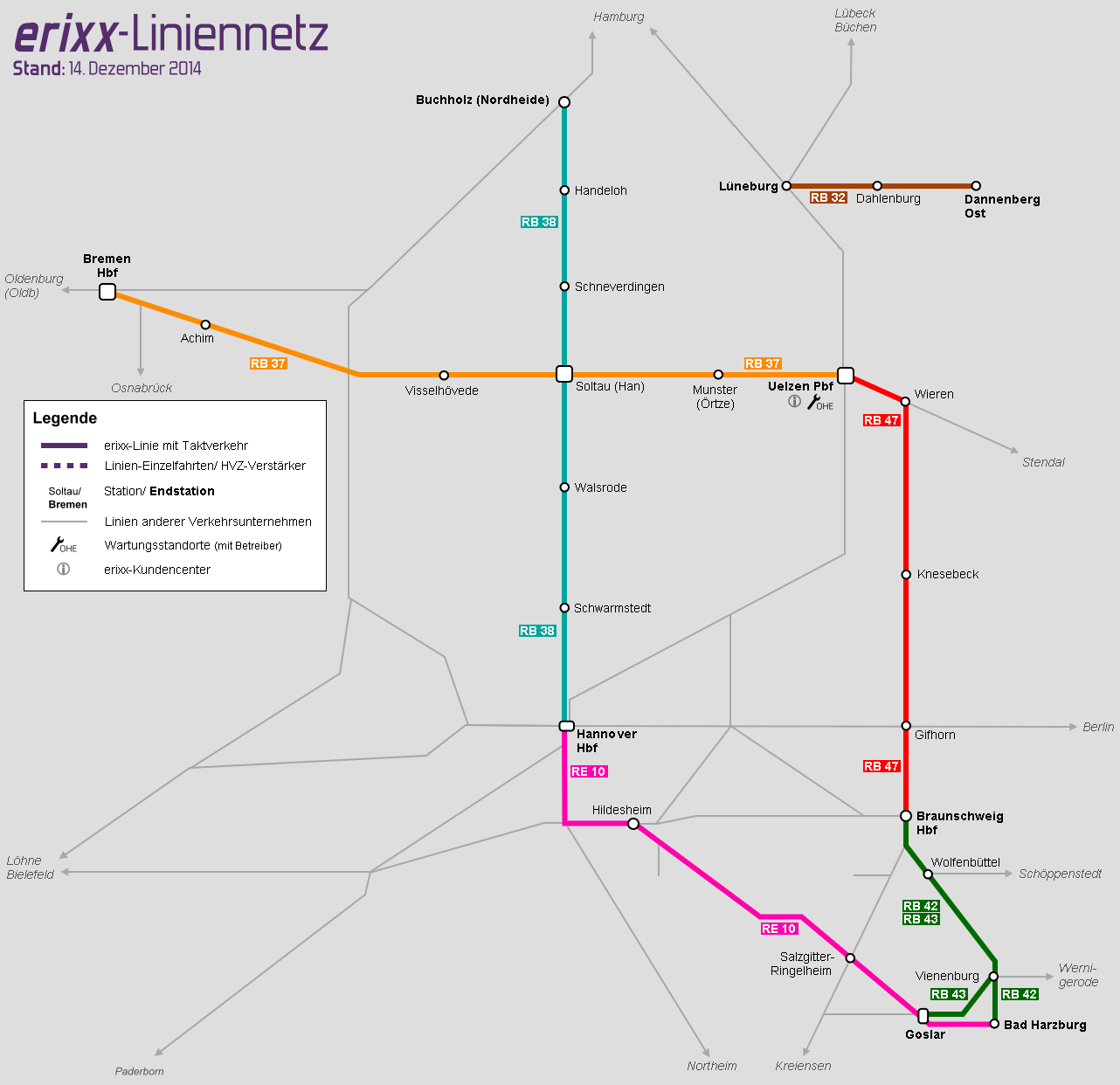
erixx-lijnennet in 2015

De volgende treindiensten exploiteert erixx in Nedersaksen: 
| Serie | Treinsoort               | Route                                                                         | Bijzonderheden                           |
| ----- | ------------------------ | ----------------------------------------------------------------------------- | ---------------------------------------- |
| RE 10 | Regional-Express (Erixx) | Hannover Hbf – Hildesheim Hbf – Salzgitter-Ringelheim – Goslar – Bad Harzburg |                                          |
| RB 32 | Regionalbahn (Erixx)     | Lüneburg – Dahlenburg – Dannenberg Ost                                        | Wendlandbahn Rijdt eenmaal per drie uur. |
| RB 37 | Regionalbahn (Erixx)     | Bremen Hbf – Soltau (Han) – Uelzen                                            | Rijdt eenmaal per twee uur               |
| RB 38 | Regionalbahn (Erixx)     | Buchholz (Nordheide) – Soltau (Han) – Walsrode – Hannover Hbf                 |                                          |
| RB 42 | Regionalbahn (Erixx)     | Braunschweig Hbf – Wolfenbüttel – Vienenburg – Bad Harzburg                   | Gekoppeld aan RB 43 in Vienenburg        |
| RB 43 | Regionalbahn (Erixx)     | Braunschweig Hbf – Wolfenbüttel – Vienenburg – Goslar                         | Gekoppeld aan RB 42 in Vienenburg        |
| RB 47 | Regionalbahn (Erixx)     | Braunschweig Hbf – Gifhorn – Wittingen – Uelzen                               | Rijdt eenmaal per twee uur               |